# Лесли Г. Валијант
Лесли Габријел Валијант (енгл. Leslie Gabriel Valiant; Будимпешта, 28. март 1949) је британски научник из области рачунарства и теоретичар израчунљивости који је 2010. године добио Тјурингову награду.